# 16094 Скоттмаккорд
16094 Скоттмаккорд (16094 Scottmccord) — астероїд головного поясу, відкритий 2 жовтня 1999 року.
Тіссеранів параметр щодо Юпітера — 3,483.